# 솔로강
솔로강은 (인도네시아어로는 벵가완 솔로로 알려져 있으며, 벵가완은 고대 자와어로 강을 뜻하고, 솔로는 수라카르타의 옛 이름에서 유래했다) 인도네시아 자와섬에서 가장 긴 강이다. 길이는 약 600 km (370 mi)이다.
섬의 동부와 북부 주민 및 농경지에 대한 수로로서의 중요성 외에도, 이 강은 고인류학계에서 유명한 지역이다. 특히 상기란을 비롯한 계곡의 여러 유적지에서는 초기 사람과 유해(10만 년 전부터 150만 년 전)가 많이 발견되었는데, 여기에는 1891년에 발견된 소위 "자바 원인" 머리뼈를 포함하여 유럽 외 지역에서 발견된 최초의 초기 인류 화석이 포함된다.
벵가완 솔로는 2002년 1월 16일 가루다 인도네시아 항공 421편 추락 사고의 추락 지점이었다.

## 역사

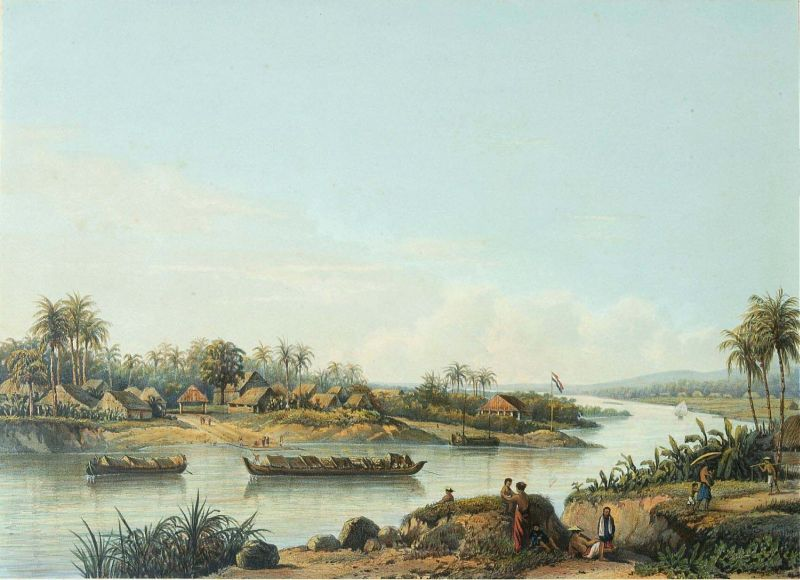
네덜란드령 동인도 식민지 시대 솔로강의 선박들

솔로강은 한때 순다랜드에 존재했던 거대한 강 시스템의 일부였다. 이 강 시스템의 유역은 현재의 수마트라섬과 보르네오섬에 있는 아사한강, 무시강 및 카푸아스강과 같은 주요 강들로 구성되어 있었다. 이 강 시스템은 마지막 빙하기 이후의 해수면 상승으로 순다랜드가 물에 잠기면서 사라졌다.
이 강은 자와 역사에서 중요한 역할을 했다. 강의 유역은 쌀 농사가 지배적인 중요한 농업 지역이다. 강은 비옥한 화산 토양을 하류로 운반하여 토양을 비옥하게 했다. 또한 자와 북부 해안의 항구 도시와 쌀 재배 내륙 지역을 연결하는 역할을 했으며, 얕은 선박들이 쌀을 항구로 운반하여 판매했다. 이 쌀은 향신료 무역의 일환으로 거래된 자와의 주요 상품이었다.
네덜란드 식민지 정부가 자와의 대부분을 획득한 후, 강 유역에 커피, 설탕, 면섬유 등 다양한 현금작물이 도입되어 재배되었다. (참조: 경작 시스템)
19세기 말에 마두라 해협에 있는 원래 삼각주의 강 퇴적이 수라바야 항구의 선박 통행을 방해하기 시작했다. 네덜란드 식민지 정부는 강 흐름을 항로에서 자와해로 돌리기로 결정했다. 그들은 1890년대에 강 삼각주에 운하를 건설했으며, 이 운하는 오늘날까지도 강을 변화시키고 있다.
1891년, 네덜란드 고인류학자 외젠 뒤부아는 자신이 "인간과 유인원 사이의 종"이라고 묘사한 유해(머리뼈의 일부와 인간과 유사한 넙다리뼈 및 이 (몸))를 발견했다. 그는 자신의 발견을 피테칸트로푸스 에렉투스("직립하는 유인원") 또는 자바 원인이라고 불렀다. 오늘날 이들은 호모 에렉투스("직립하는 인간")로 분류된다. 이들은 아프리카나 유럽 밖에서 발견된 최초의 초기 사람과 유해 표본이었다.

## 경로
이 강은 주요 도시인 수라카르타 (현지 주민들은 솔로라고 부른다)를 지나간다. 솔로강의 중요한 초기 지류는 므라피산에서 발원하는 뎅켕강이다. 솔로를 지난 후 강은 라우 산 주변을 북쪽으로 흐르다가 동쪽으로 꺾여 응가위 리젠시와 응가위의 동자와주로 들어간다.
응가위 이후 강은 다시 북쪽으로 꺾여 중앙자와주의 블로라 리젠시와 동자와주의 보조네고로 리젠시의 경계를 이룬다. 블로라의 체푸 마을에서 강은 동쪽으로 꺾여 보조네고로 리젠시의 주도를 통과한다. 거기에서 계속 동쪽으로 라몬간 리젠시와 그레식 리젠시를 통과한다. 강 유역의 마지막 부분(대략 보조네고로 리젠시부터)은 대부분 평지이다.
벵가완 솔로의 강 삼각주는 그레식 리젠시의 시다유 마을 근처에 위치한다. 현재의 삼각주는 인공 운하에 의해 방향이 바뀌었다. 원래 삼각주는 마두라 해협으로 흘러 들어갔지만, 1890년 네덜란드령 동인도 당국은 솔로강을 자와해로 돌리기 위해 12km 길이의 운하를 건설했다. 이는 진흙 퇴적이 마두라 해협을 채워 중요한 항구 도시인 수라바야의 바다 접근을 막는 것을 방지하기 위함이었다.
솔로강 강 삼각주는 매년 1,700만 톤의 진흙을 퇴적시키는 거대한 진흙 퇴적 흐름을 가지고 있다. 삼각주의 이 퇴적물은 곶을 형성하며, 이 곶은 연간 평균 70m의 길이 성장을 보인다. 이 삼각주는 우중 판카(판카 곶)라고 알려져 있다.

## 자원 관리

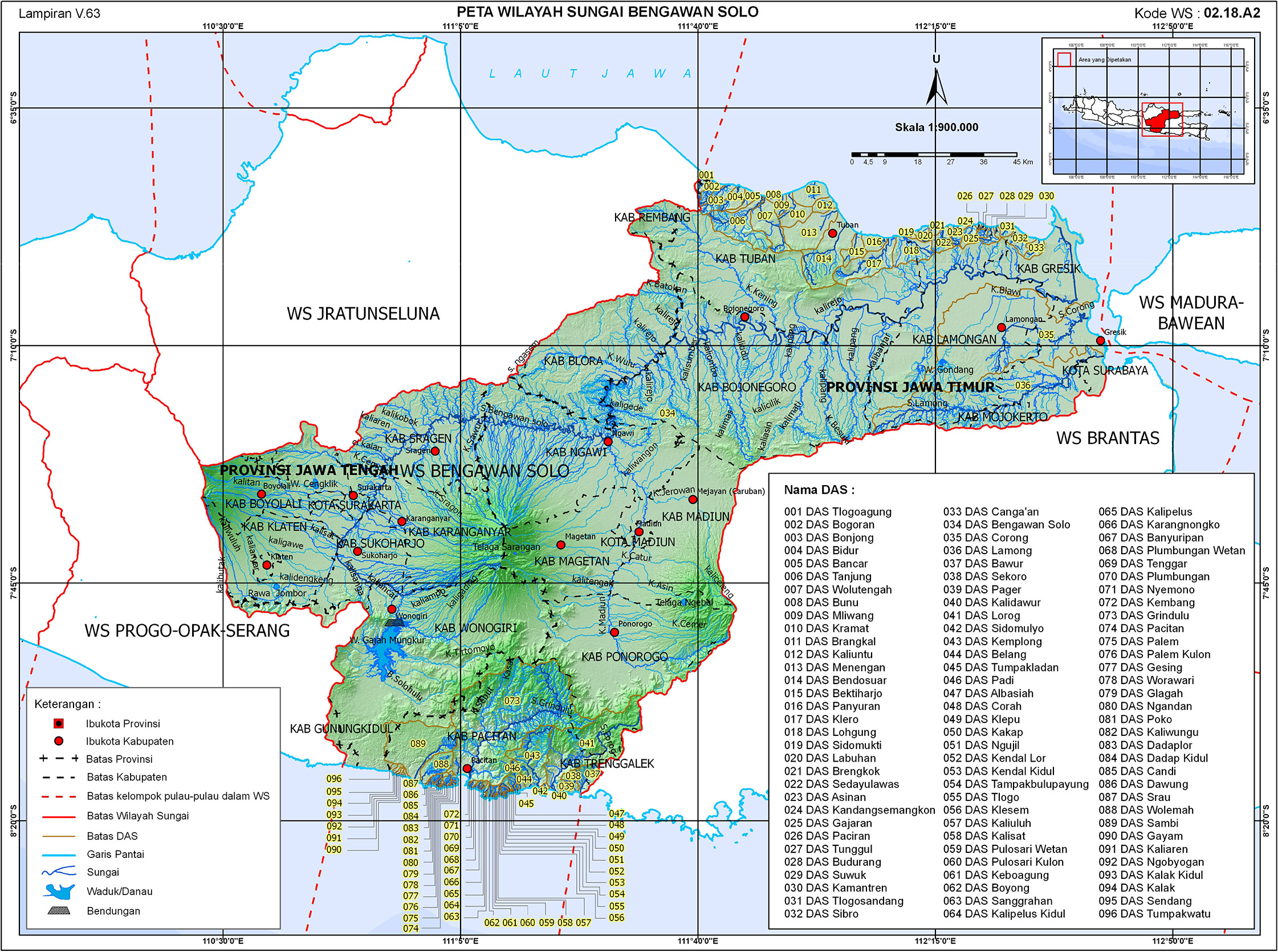
이 지도는 벵가완 솔로 강 지역을 묘사하는데, 벵가완 솔로 분지(034번)를 포함한 96개의 강 유역으로 구성되어 있다.

브란타스 강 공사 또는 페룸 자사 티르타 I (PJT1)은 인도네시아의 브란타스와 벵가완 솔로 강 유역의 수자원 관리를 담당한다. 이는 다음을 위한 중앙 집중식 노력이다.
- 벵가완 솔로와 브란타스 강 유역의 수자원 품질 및 수량 보존
- 홍수 통제
- 이 강들을 따라 위치한 수력 발전 및 기타 기반 시설 관리.

중앙 집중식 관리 노력 이전에 벵가완 솔로를 따라 오염이 보고된 바 있다.

## 강 변형
이 강에는 여러 댐과 변형이 있다.
동자와주의 곤당 댐은 벵가완 솔로강의 하위 유역인 칼리 곤당 강에 위치하며, 인도네시아 라몬간 리젠시의 하위 구역인 수기오의 곤당 로르 마을에 있다. 이 댐은 1983년부터 1987년까지 건설되었으며, 표면적은 6.6-헥타르 (16 ac)이고 깊이는 약 29미터이다. 이 댐의 주요 용도는 관개와 지역 사회의 물 수요, 특히 건기 동안의 물 수요를 충족시키는 것이지만, 현재 많은 관광객들이 휴식과 낚시를 위해 이곳을 찾는다. 캠프장, 페달로 및 작은 동물원이 있다. 댐 관리자는 사프타 페소나(7가지 매력) 프로그램을 이행하기 위해 노력하고 있다.
중앙자와주 카랑안야르 근처의 또 다른 댐인 곤당 댐은 2014년에 6,360억 루피아의 예산으로 건설을 시작했으며, 지역 수자원 공급을 늘리고 레크리에이션 기회를 추가하기 위해 건설되었다. 부지 면적은 88.25헥타르로 추정되었으며, 총 1,000만 입방미터의 용량을 수용할 계획이었다. 댐은 2019년에 완공되었지만 2020년까지 완전히 채워질 것으로 예상되지 않았으며, 관광객 유치를 위해 인근에 두리안 나무가 심어졌다. 2023년, 댐의 지역 사회 팀은 현장에서 두리안 축제를 개최했다.

## 문화에서
게상 마르토하르토노가 1940년에 작곡한 노래 "벵가완 솔로"는 시적으로 이 강을 묘사하며 아시아 전역에서 유명해졌다.

## 같이 보기
- 인도네시아의 유역 목록

## 더 읽어보기
- Prabowo, Dibyo, & McConnell, D. J. & Food and Agriculture Organization of the United Nations.  (1993),  Changes and development in Solo Valley farming systems, Indonesia Food and Agriculture Organization of the United Nations, Rome ISBN 92-5-102897-4
- Turner, Peter (1997). 《Java》 1판. Melbourne: Lonely Planet. 286쪽. ISBN 0-86442-314-4.